# Sniper: Ghost Warrior 2
Sniper: Ghost Warrior 2 – kontynuacja gry akcji Sniper: Ghost Warrior. Podobnie jak w grach Snajper: Sztuka zwyciężania czy Sniper: Ghost Warrior gracz wciela się w strzelca wyborowego, infiltrującego terytoria wroga. Snajper próbuje niezauważenie przedostać się w pobliże celu i wyeliminować go z bezpiecznej odległości. Gra wykorzystuje silnik CryEngine 3, który został wykorzystany między innymi w grze Crysis 2.

## Rozgrywka
Rozgrywka w tym tytule prezentuje inaczej, niż w większości obecnych na rynku strzelanin z perspektywy pierwszej osoby. Ponieważ główną bronią jest karabin snajperski, gra stawia na cichą eliminację przeciwnika z ukrycia, a nie bezpośrednią wymianę ognia. Istotna jest także umiejętność podchodzenia wroga i atakowania z zaskoczenia.
Sniper: Ghost Warrior 2 przenosi gracza w lokacje nieodwiedzane w poprzedniej części gry, między innymi Himalajów, Filipiny. Twórcy powiększyli dostępny arsenał broni palnej oraz dodali możliwość korzystania z noktowizora i termowizora.

## Kontynuacja
Na 25 kwietnia 2017 roku zostało zapowiedziane wydanie trzeciej części gry serii: Sniper: Ghost Warrior 3.